# 川越少年刑務所
川越少年刑務所（かわごえしょうねんけいむしょ）は、法務省矯正局の関東矯正管区に属する刑務所。全国6箇所の少年刑務所のひとつで少年刑務所では、日本最大である。

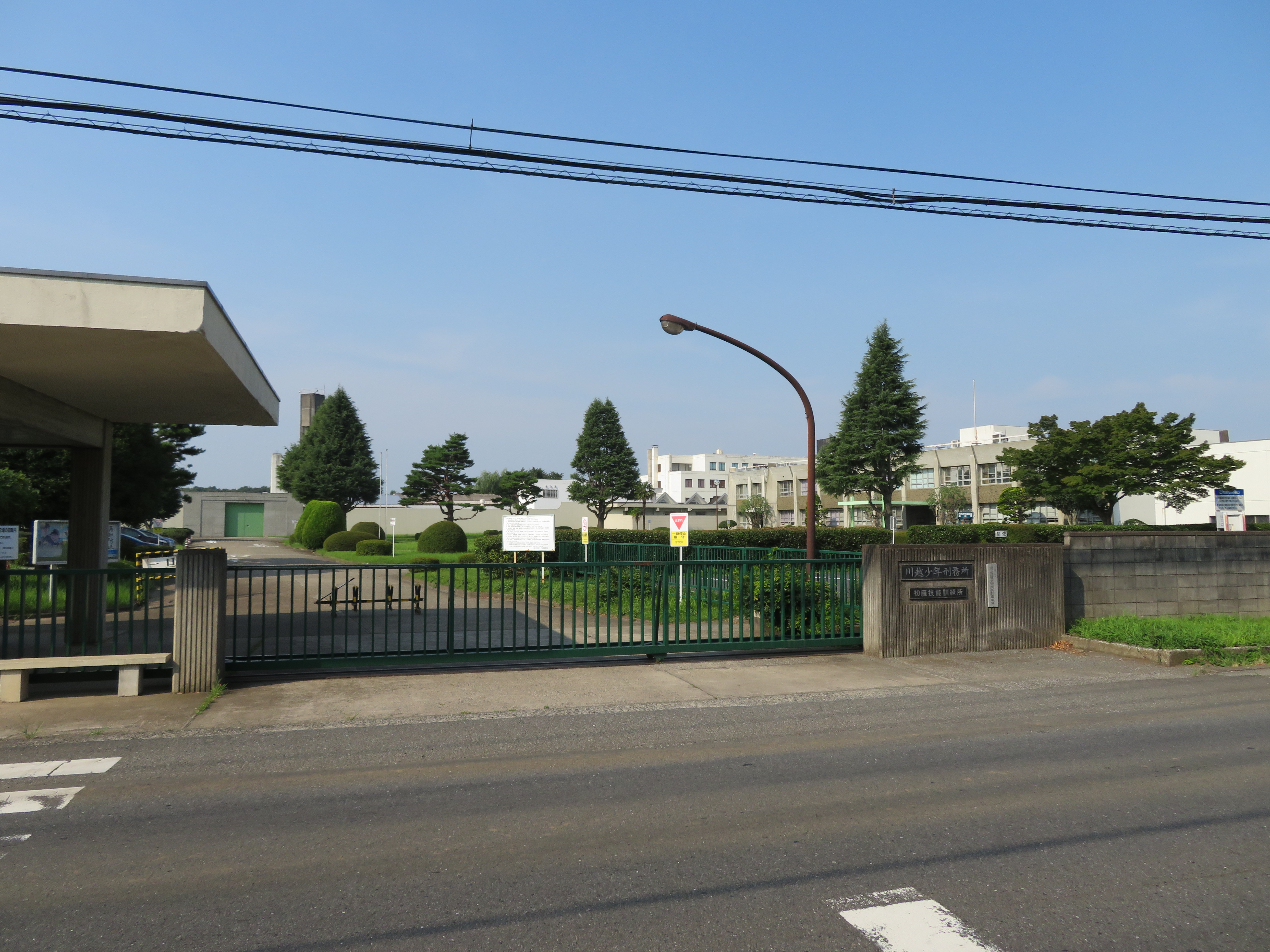
川越少年刑務所

下部機関としてさいたま拘置支所、熊谷拘置支所の2ヶ所の支所を持つ。

## 所在地
- 〒350-1162　埼玉県川越市南大塚6丁目40-1
  - 西武新宿線南大塚駅下車、徒歩約20分
  - JR東日本川越線・東武鉄道東上線川越駅下車、車で約15分
  - 西武新宿線本川越駅、JR川越線・東武東上線川越駅西口より、西武バス本54 川越営業所行き 約20分「月山」下車徒歩1分（約1時間に1本）

## 収容分類級
本刑務所の収容分類級は以下の通り。
- JA級（少年受刑者）
- YA級（青年受刑者）
- I級（禁錮受刑者）

## 収容定員
- 1,491人

## 沿革
- 1871年（明治4年） - 入間県喜多町にあった牢屋を「川越囚獄」と改称
- 1873年（明治6年） - 川越町廓町(川越城二の丸跡)に移転。軽罪囚を収容
- 1907年（明治40年）12月 - 川越町脇田西町(現在の川越駅西口付近)に移転
- 1921年（大正11年）10月 - 官制改正により「川越少年刑務所」と改称。18歳未満の少年受刑者を収容
- 1943年（昭和18年）1月 - 少年造船奉公隊を結成し、鶴見造船所、浅野船渠に出役[1]。
- 1951年（昭和26年） - 20歳未満の受刑者を収容
- 1969年（昭和44年）11月 - 現在地に移転。浦和拘置支所(現在のさいたま拘置支所)，熊谷拘置支所を所管
- 1970年（昭和45年）3月 - 職業訓練のうち総合訓練を行う総合訓練施設に指定
- 1972年（昭和47年）7月 - 受刑者分類規定の施行に伴い、26歳未満の懲役受刑者及び少年禁固受刑者を収容
- 1982年（昭和57年）4月 - 東京矯正管区分類センターを併設

## 組織
所長の下に5部を持つ少年刑務所唯一の5部制である。
- 総務部（庶務、会計、用度）
- 企画調整部（本部、警備）
- 矯正処遇部（処遇、職業訓練、教育）
- 調査・支援部（調査、審査保護、社会復帰支援）
- 医務部（保健、医療）

## 外観・設備
- 施設（2008年時）
  - 拘置区（さいたま地裁川越支部、川越簡裁に起訴された未決囚を勾留する区画）
  - 管理棟
  - 調査センター
  - 講堂
- 収容施設（2008年時）
  - 病舎（医務施設、病床施設含む）
  - 分舎（分類生収容施設）
  - 1舎
  - 2舎
  - 3舎
  - 4舎
  - 5舎
  - 6舎
  - 7舎
- 工場施設（2008年時）
  - 理容訓練工場
  - 農外掃工場
  - 営繕工場
  - 炊場
  - 洗濯工場
  - 第1工場
  - 第2工場
  - 第3工場
  - 第4工場
  - 第5工場
  - 第6工場
  - 第7工場
  - 第8工場（少年）
  - 第9工場（自動車整備）
  - 第10工場
  - 第11工場
  - 第12工場
  - 第13工場
  - 第14工場
- その他
  - 農外掃工場
  - 釈放班
  - 保護房
  - 25メートルプール
  - グラウンド

## 職業訓練
全国に8つある総合訓練施設の一つであり、理容科、電気工事科、自動車整備科、木工科、金属造形科、総合左官科、畳科、情報処理科、クリーニング科、建築塗装科、ボイラー運転科、小型車両系建設機械科、フォークリフト運転科、数値制御機械科の14種目を実施している。
職業訓練を行う施設として、本所は修了証書の発行など必要があれば初雁技能訓練所の名称を用いることができる。